# Syndyas opaca
Syndyas opaca är en tvåvingeart som beskrevs av Friedrich Hermann Loew 1858. Syndyas opaca ingår i släktet Syndyas och familjen puckeldansflugor. Inga underarter finns listade i Catalogue of Life.